# سرطان الغدة الزعترية
سرطان الغدة الزعترية هو نوعٌ نادر يصيب الغدة الزعترية (غدة التوتة). ينتشر بالعادة، وفرص تكراره عالية، و معدل البقاء الخاص به ضعيف.

ينقسم سرطان الغدة الزعترية إلى عدة أنواع، وذلك حسب نوع الخلية التي يبدأ منها السرطان.